# Măști cosmetice
Măști cosmetice naturiste sunt măști aplicate atât pentru îmbunătățirea calității tenului cât și ca tratament în ușoare afecțiuni ale pielii și sunt exclusiv naturale. Acestea pot fi din diverse legume sau fructe, dar și din alte ingrediente precum argila, miere, ou etc. În alegerea măștii potrivite trebuie ținut cont de tipul tenului (uscat, gras sau mixt).